# Varsány
Varsány ist eine ungarische Gemeinde im Kreis Szécsény im Komitat Nógrád. Ungefähr neun Prozent der Bewohner zählen zur Volksgruppe der Roma.

## Geografische Lage
Varsány liegt 24 Kilometer südwestlich des Komitatssitzes Salgótarján und 5 Kilometer südwestlich der Kreisstadt Szécsény an dem Fluss Darázsdói-patak. Nachbargemeinden sind Rimóc im Osten,  Nógrádsipek im Süden sowie Csitár und Illiny im Westen.

## Geschichte
Im Jahr 1907 gab es in der damaligen Kleingemeinde 154 Häuser und 983 Einwohner auf einer Fläche von 4447  Katastraljochen.

## Gemeindepartnerschaften
- Crăciunel, Rumänien, seit 2010[4]
- Otmuchów, Polen, seit 2008[4]
- Padrón, Spanien, seit 2018[4]
- Palić (Палић), Serbien, seit 2010[4]
- Radzovce, Slowakei, seit 2009[4]
- Sędziejowice, Polen, seit 2005[4]

## Sehenswürdigkeiten
- Dorfmuseum (Falukúzeum)
- Nepomuki-Szent-János-Statue
- Landhaus Harmos-Kiss, erbaut um 1800
- Lepényfesztivál (im August)
- Römisch-katholische Kirche Szent Mihály, im 18. Jahrhundert im barocken Stil umgebaut, in den 1950er Jahren renoviert und erweitert
- Römisch-katholische Kapelle Magyarok Nagyasszonya, im 18. Jahrhundert erbaut
- Szent-István-Denkmal, erschaffen 1996 von Attila Bobály
- Weltkriegsdenkmäler, erschaffen 1938 von Sándor Matéka und 2002 von Attila Bobály

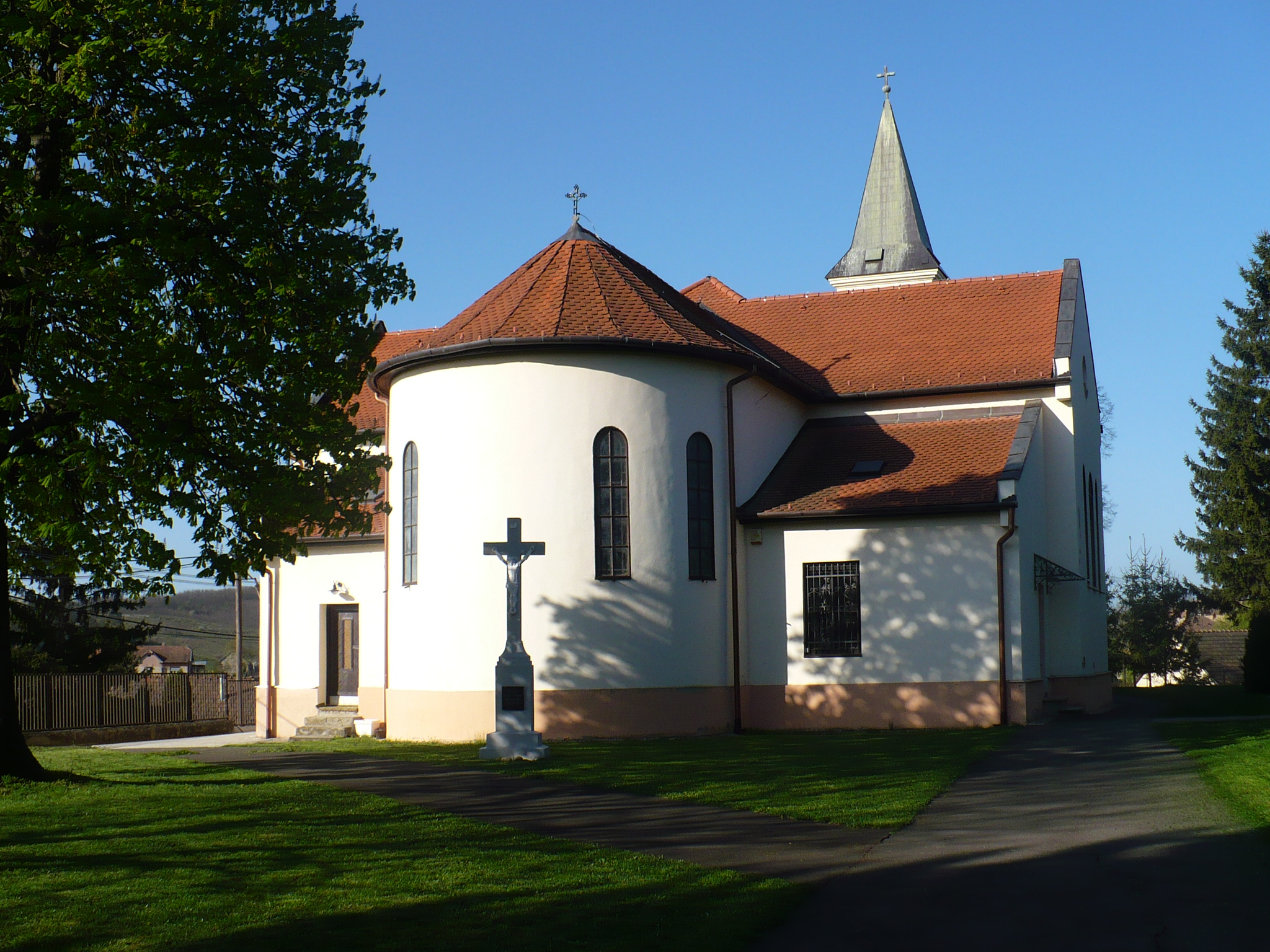
Römisch-katholische Kirche Szent Mihály
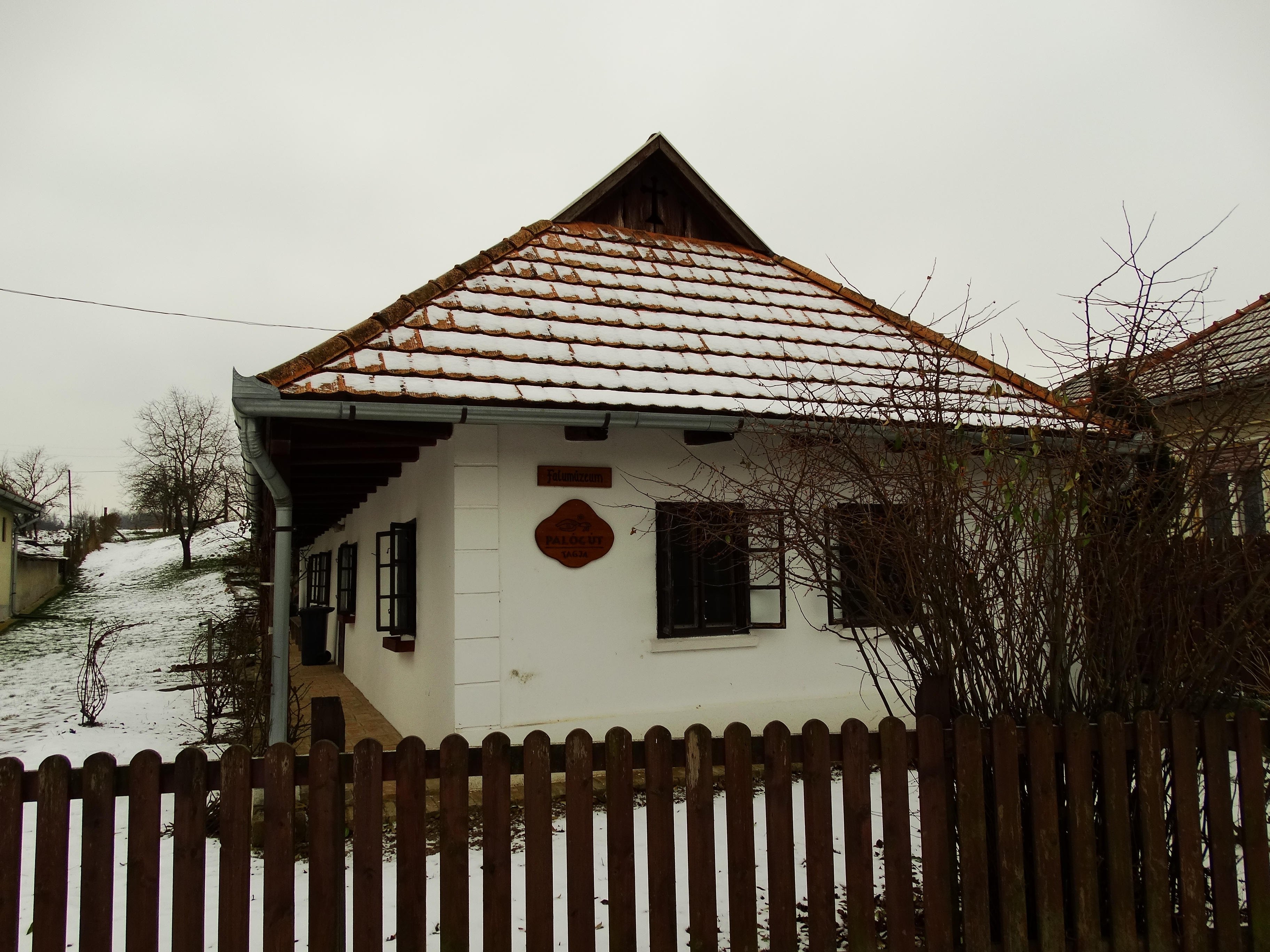
Dorfmuseum
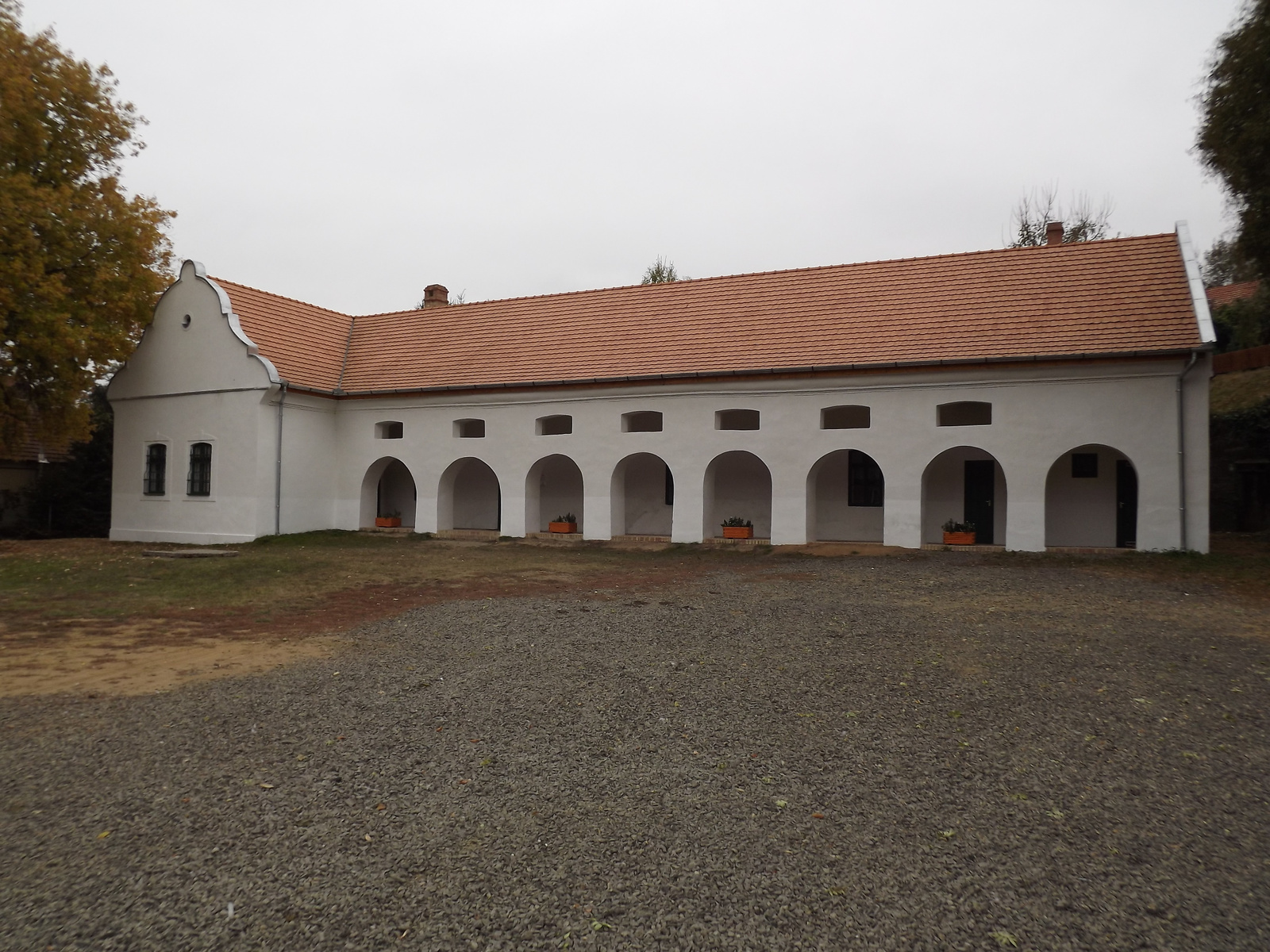
Landhaus Harmos-Kiss
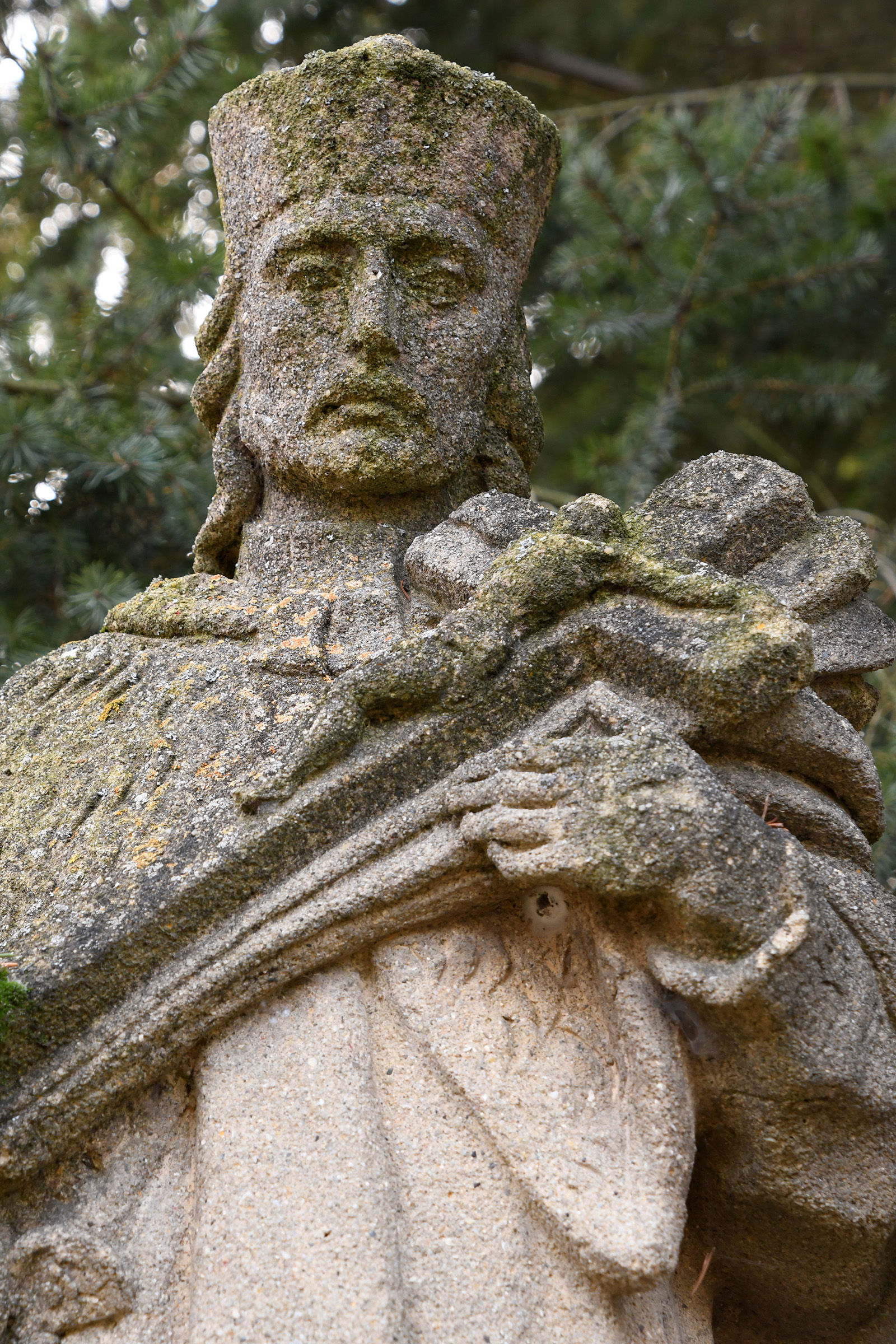
Nepomuki-Szent-János-Statue
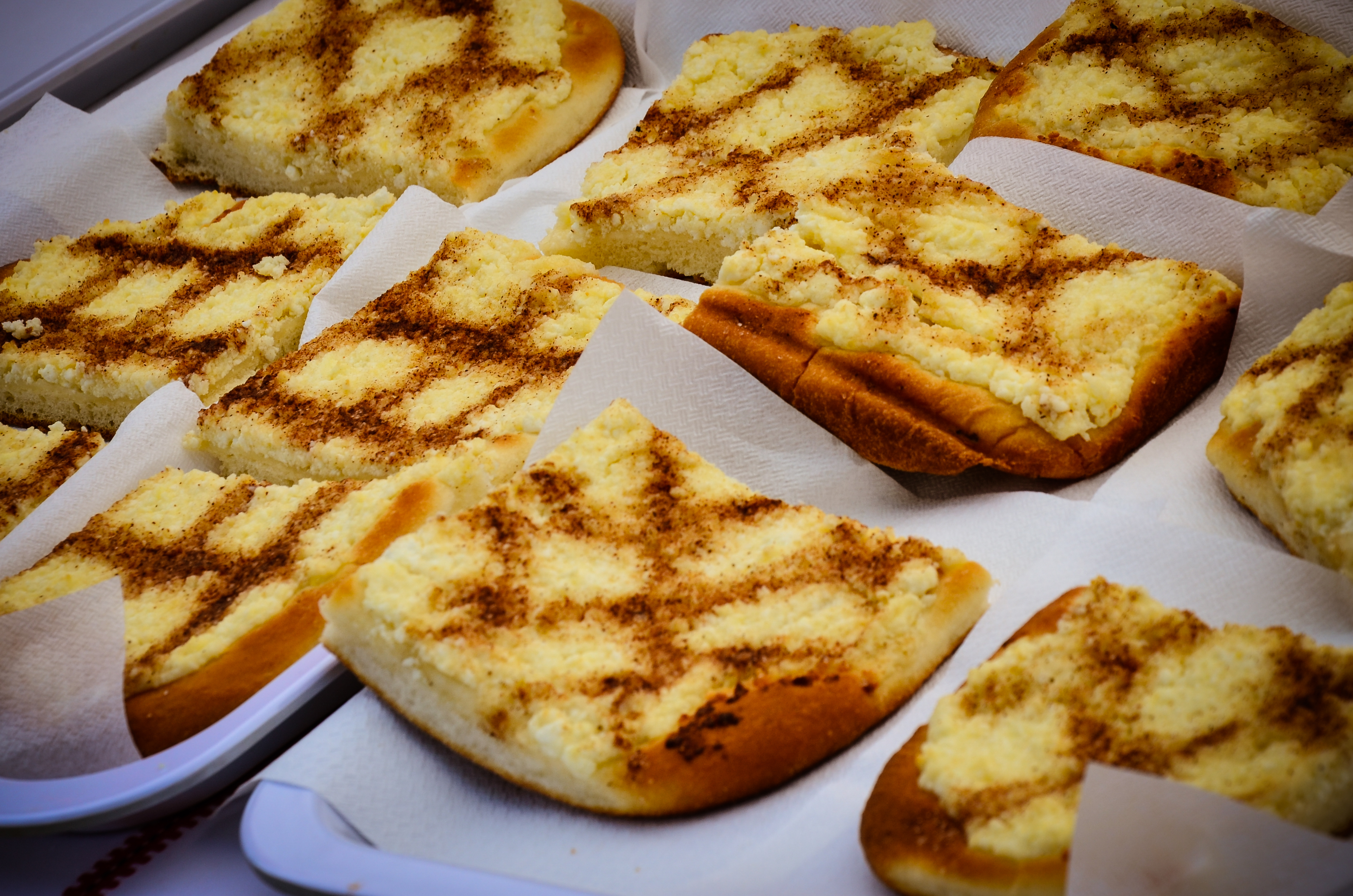
Túrós lepény, lokale Spezialität, die den Namen für das Festival gab

## Verkehr
Durch Varsány verläuft die Nebenstraße Nr. 21132. Es bestehen Busverbindungen nach Nógrádsipek sowie nach Szécsény, wo sich der nächstgelegene Bahnhof befindet.